# Синтія Тернер
Синтія Тернер (англ. Cynthia Turner; 1932, Валлетта — 1 лютого 2021, Мсіда) — мальтійська піаністка.

## Біографія
Тернер народилась у Валлетті в 1932 році. Вона навчалась у школі монастиря Найсвятішого Серця. Синтія була найвідомішою піаністкою Мальти. Вона грала королеву Єлизавету під час королівської вистави в театрі Маноеля 15 листопада 1967 р. Виступала на сценах, кабельному радіо, радіо і телебаченні на Мальті, в Італії, Франції, Німеччині та Єгипті. Вона була одружена з Ентоні Каруаною, у них було двоє синів: Ніколас та Крістофер і п'ятеро онуків.
Тернер отримала перелом стегна та зап'ястя, а потім заразилась COVID-19 під час пандемії COVID-19 на Мальті. Вона померла 1 лютого 2021 року, у 88 років.

## Відзнаки
Тернер отримала кілька нагород. Вона стала шевальє в L'Order des Palmes Académiques і стала співробітником Королівської музичної академії в Лондоні.
У 1987 році, коли Національна рада жінок на Мальті заснувала музичний конкурс Bice Mizzi Vassallo, Тернер була членом оргкомітету, очолювала арбітражну комісію з усіх видань конкурсу.
У 2004 році вона отримала нагороду -Національний орден «За заслуги» — однієї з найвищих відзнак держави Мальтія.